# Pistolet PSS
PSS „Wuł” (ПСС «Вул», ros. Пистолет Cамозарядный Специальный) – radziecki niewielki pistolet samopowtarzalny (kod GRAU 6P28), opracowany dla pracowników KGB oraz oddziałów Specnazu. Zaadaptowany został w roku 1983 (prace rozpoczęto w roku 1979). Jego konstruktorami byli Krasnikow, Lewczenko, Medwiecki i Petrow. Pistolet strzela specjalnie dla niego opracowaną amunicją tłoczkową, bezdźwiękową SP-4, co w konsekwencji powoduje brak konieczności stosowania jakichkolwiek zewnętrznych tłumików (pistolet wydaje dźwięk przypominający broń pneumatyczną). Amunicja ma dobre zdolności penetracyjne. Na dystansie 25 metrów przebija płytę stalową o grubości 2 milimetrów i standardowy stalowy hełm wojskowy.
Mechanizm spustowy identyczny jak w pistolecie PM – typu SA/DA z kurkiem zewnętrznym. Bezpiecznik manualny umieszczony w z lewej strony w tylnej części zamka. Magazynek jednorzędowy mieści 6 nabojów kalibru 7,62 × 41 mm (SP-4).
Pistolet PSS obecnie używany jest przez rosyjskie oddziały antyterrorystyczne.